# Тарковский, Шамсутдин-Хан
Князь Шамсутдин-Хан Тарковский (1818, Кафыр-Кумух — 1874, Темир-Хан-Шура) — князь Российской империи, генерал-майор Российской императорской армии (с 1862), флигель-адъютант Свиты Его Императорского Величества (с 1868), последний в истории правитель, носивший монархический титул шамхала Тарковского (1860—1867).

## Биография
Сын генерал-адъютанта Свиты Его Императорского Величества, князя Российской империи, шамхала Абу-Муслим-Хана Тарковского и Солтанат-бике Аварской, дочери Султана Ахмед-хана Аварского.
Шамсутдин-Хан начал свою военную карьеру с 1853 года, когда был зачислен корнетом в Лейб-гвардии Казачий полк.
В 1863 году инвеститурной грамотой царя утверждён шамхалом Тарковским с соизволением носить перо на шапке в знак шамхальского достоинства, так же по праву первородства утверждён в княжеском достоинстве Российской империи.
В период с 1854 по 1859 годы участвовал во многих военных походах против горцев.

С 1866 года поселился на жительство в городе Темир-Хан-шуре. 1 августа 1867 году добровольно отрёкся от прав на шамхальское владение с сохранением титула шамхала за собой. За день до этого события Шамсутдин-хан начальнику Дагестанской области Л. И. Меликову подал письмо следующего содержания: 
«…Я решил освободить деревни Тарки, Большое Казанищи, Халимбекаул, Буглен, Урму, принадлежащую мне четвертую часть с. Гели, с живущими в Тарках моими чагарами, а ровно и шамхальских ногайцев, от всех повинностей и налогов, прямых и косвенных, которые они несли мне до сего времени…».
Таким образом, Шамсутдин-Хан стал последним человеком в истории с монархическим титулом «Шамхал».
В 1868 году высочайшим приказом назначен флигель-адъютантом Свиты Его Императорского Величества с оставлением при Кавказской армии. После того как он отошёл от военной службы, ежегодно Тарковский из Тифлисского казначейства получал потомственную пенсию в размере 5000 рублей, а в 1868 году пенсия была увеличена до 7000 рублей в год. Проводил политику сближения с Россией и был одним из преданных её союзников.
Умер в 1874 году. Похоронен в родовом селении Кафыр-Кумух.

## Карьера
- В 1853 году произведён в корнеты, за отличие в делах против горцев.
- В 1860 году произведён в штабс-ротмистры.
- В 1861 году произведён в ротмистры.
- В 1862 году произведён в генерал-майоры с зачислением в армейскую кавалерию.
- В 1868 году назначен флигель-адъютантом к Свиту Его Императорского Величества.

## Награды
- Орден Святого Станислава III степени с мечами и бантом (1.05.1859)
- Орден Святой Анны III степени с мечами и бантом (30.05. 1860)
- Медаль «В память войны 1853—1856»
- Медаль «За покорение Чечни и Дагестана»
- Крест «За службу на Кавказе»

## Семья

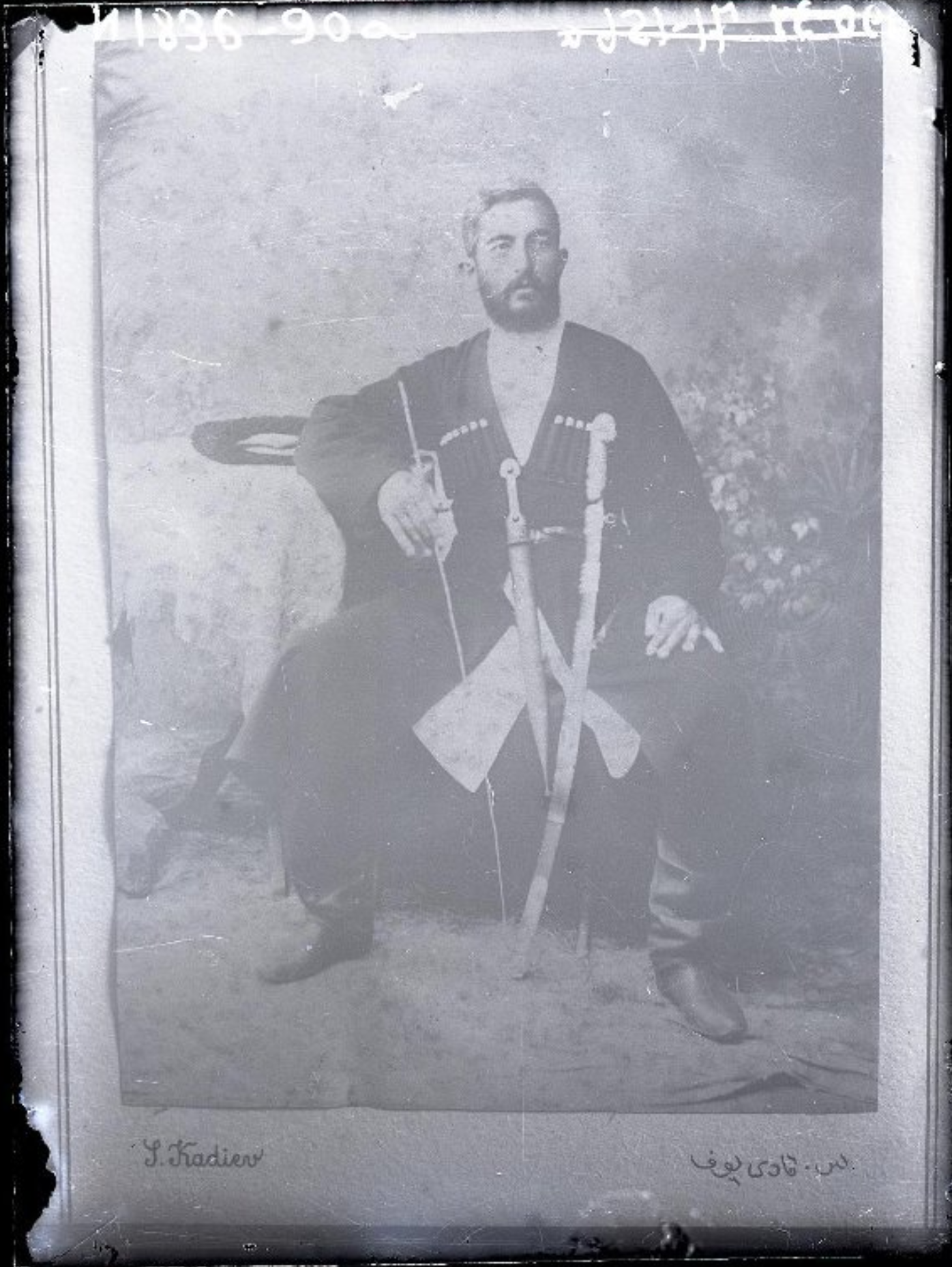

Был женат на дочери генерал-майора Ахмед-Хана Мехтулинского Умму-Кусюм.
Их дети: сын Мехти-Хан (1862—1882) и дочь Солтанат-бике (Екатерина), вторая жена Орхана Тарковского, двоюродного племянника.

Известные племянники: общественные деятели Джамалутдин Тарковский (1849—1906) и Нух-бек Тарковский (1878—1951).